# Größe (Mathematik)
Größen werden mathematisch als reelle Vielfache einer Einheit im Rahmen eines von einer Einheit erzeugten reellen Vektorraums dargestellt. Die Multiplikation der Einheit x mit einer reellen Zahl r heißt auch Skalarmultiplikation und wird als rx geschrieben. Die Wahl der Einheit ist kennzeichnend für die Art der Größe, zum Beispiel für alltägliche Größen wie Längen mit der Einheit Meter (m), Massen mit der Einheit Gramm (g), Geldwerte mit der Einheit Euro (€) oder Intervalle mit der Einheit Oktave. Der größte Anwendungsbereich ist die Physik mit einer Vielzahl von physikalischen Größen.
Gelegentlich werden physikalische Größen als komplexe Größen angegeben, z. B.
- komplexer Widerstand
- komplexe Leistung
- komplexer Brechungsindex

Hierbei handelt es sich um Zusammenfassungen zweier Größen, mit denen sich mathematische Behandlungen erleichtern lassen.

## Geschichte
Größen wurden in der Antike schon von Eudoxos von Knidos implizit definiert. Seine Größenlehre ist in Euklids Elementen überliefert. Er verallgemeinerte in ihr die pythagoreische Zahlenlehre so, dass auch irrationale Größenverhältnisse einbezogen sind. Seine Axiome und Rechenregeln, die er in Beweisen anwandte, gewährleisten eine Einbettung antiker Größen in einen modernen Größenbereich. Zu den Eudoxischen Größenaxiomen gehört unter anderem bereits das sogenannte archimedische Axiom. In antiken Wissenschaften waren schon vor Euklid verschiedene Größen gebräuchlich, etwa Länge, Fläche und Volumen in der Geometrie, die Zeit in der Physik des Aristoteles, ferner die Dauer und Intervallgröße in der Musiktheorie des Aristoxenos. Über Euklids Elemente erlangte der Größenbegriff dann kanonische Geltung bis zum Ende des 19. Jahrhunderts. Noch Peano stand in der euklidischen Tradition und sprach von Größen (quantitates) statt von positiven reellen Zahlen.
In der Mathematik des 20. Jahrhunderts wurde der Größenbegriff aber verdrängt durch den Begriff der reellen Zahl, der eine Abstraktion des Größenbegriffs ist, weil er die jeweilige Einheit vernachlässigt. In der modernen Physik spielen Größen mit Einheiten aber nach wie vor eine wichtige Rolle. Dort wurde der Begriff aber auf physikalische Größen zugeschnitten; dies ist einerseits eine Verallgemeinerung, die auch komplexere Größen mit Richtung (Vektoren) mit einbezieht, andererseits aber eine Einschränkung, die Größen aus anderen Bereichen nicht berücksichtigt.